# Bota de Ouro (Canadian Soccer League)
A Bota de Ouro da Canadian Soccer League é um prêmio anual dado ao jogador que liderou a liga em gols durante a temporada regular, os playoffs, antes de 2008 nos jogos da Open Canada Cup. O prêmio é concebido desde a temporada de 1998, quando o campeonato estreou como o Canadian Soccer League. O primeiro vencedor foi Gus Kouzmanis do Toronto Olympians. O único jogador que ganhou o prêmio em mais de uma ocasião, e de ponta a ponta foi Eddy Berdusco.

## Vencedores
| Temporada | Jogador           | Time                  | Gols |
| --------- | ----------------- | --------------------- | ---- |
| 1998      | Gus Kouzmanis     | Toronto Olympians     | 36   |
| 1999      | Eddy Berdusco     | Toronto Olympians     | 24   |
| 2000      | Eddy Berdusco     | Toronto Olympians     | 12   |
| 2001      | Kevin Nelson      | Ottawa Wizards        | 23   |
| 2002      | Darren Tilley     | Mississauga Olympians | 20   |
| 2003      | Carlo Arghittu    | St. Catharines Wolves | 18   |
| 2004      | Paul Munster      | London City           | 25   |
| 2005      | Aaron Byrd        | Windsor Border Stars  | 17   |
| 2006      | Gabriel Pop       | Serbian White Eagles  | 27   |
| 2007      | Nicolas Lesage    | Trois-Rivières Attak  | 20   |
| 2008      | Daniel Nascimento | Brampton Lions        | 18   |
| 2009      | Reda Agourram     | Trois-Rivieres Attak  | 13   |
| 2010      | Tihomir Maletic   | Toronto Croatia       | 17   |
| 2011      | Stefan Vukovic    | TFC Academy           | 18   |